# I'm Forever Blowing Bubbles
I'm Forever Blowing Bubbles är en populär amerikansk sång, skriven 1918, och släppt hösten 1919. Sången blev en stor hit för Ben Selvin's Novelty Orchestra. Låten har gjorts i flertalet versioner under åren, och har blivit inmarschlåt till fotbollsklubben West Ham United FC.
En svensk version av sången spelades in av Thory Bernhards 1950, med titeln Såpbubblor.

## Koppling med West Ham United
Låten dedicerades 1921 till fotbollsklubben West Ham, av upphovsmännen till sången detta eftersom upphovsmännen var stora fantaster till laget. Sedan slutet av 1920-talet har sången varit signatursång för West Hams stora fanskara och den sjungs vid varje hemmamatch, och även flitigt på pubarna runt omkring inför matcherna. Som en hyllning till West Ham United spelade punkbandet Cockney Rejects in låten 1980 och den förekommer flitigt i filmen Green Street Hooligans med Elijah Wood.